# Беспорядок (фильм, 1990)
«Беспорядок» (рум. Harababura) — румынская кинокомедия, снятая режиссёром Джо Сайзеску в 1990 году на студии Solaris Film. Авторы сценария Джо Сайзеску  и 
Йон Бэйешу. Музыка композитора Темистокле Попа. 
Премьера фильма состоялась 25.11.1991 года.

## Сюжет
Несколько групп туристов отправляются на отдых в горы. Они встречаются в Пояна Брашове, где демонстрируют свою склонность к флирту, нытью и сплетням. Свидетелями их более или менее мелких проступков, стали двое влюбленных молодых людей и трое стариков, отправившихся в далёкое велосипедное путешествие, которые служат образцами порядочности.

## В главных ролях
- Дем Рэдулеску — сенатор Джорджеску, бывший директор компании
- Илеана Стана Ионеску — жена сенатора
- Штефан Бэникэ — Джиджи
- Родика Попеску Битэнеску — жена Джиджи
- Дорин Варга — Михалаке
- Санда Тома  — ворчливая свекровь Михалаке
- Чезара Дафинеску — жена Михалаке
- Думитру Рукаряну —  писатель-велосипедист
- Константин Диплан —  актёр-велосипедист
- Нае Георге Мазилу — философ-велосипедист
- Джо Сайзеску — бой из отеля «Релакс»

Фильм в кинотеатрах Румынии посмотрели 289 452 зрителя. 